# Georg Christian Schule
Georg Christian Schule (7. oktober 1764 i København -, 9. juli 1816 i Leipzig) var en dansk/tysk kobberstikker og raderer.
Georg Christian Schule var søn af klædefabrikant Johan Christoph Schule og Dorothea Elisabeth født Wolf. Som ungt menneske levede han fire år i huset hos kobberstikkeren Johann Friderich Clemens og besøgte Kunstakademiet; fra 1783 at regne har han signeret kobberstik. De kendteste er et prospekt af kavalergangen i Rosenborg Have (1785) og et af indgangen til Frederiksberg Have (1786), begge med stærkt chargerede portrætfigurer af datidens kendte københavnere, en broget blanding af fyrstelige personer, originaler, skikkelige borgere og løse fugle. Bladenes kulturhistoriske værdi er større end deres kunstneriske, uagtet Nicolai Abildgaard siges at have leveret tegningerne til dem. 1787 slog kunstneren sig løs i en serie på 12 satiriske raderinger (Ulykkelige Hændelser), der gav nærgående, nu ikke umiddelbart forståelige hentydninger til dagens emner. Disse blade vakte uvilje, og kunstneren forlod landet samme år (et af hans stik er betegnet: Leipzig 1787). I Leipzig, hvor han bosatte sig og døde 1816, stak han bogillustrationer, og kun sparsomt vedligeholdt han som kobberstikker forbindelsen med sit fødeland.

## Ekstern henvisning
- Georg Christian Schule på Kunstindeks Danmark/Weilbachs Kunstnerleksikon